# Octotrocha speciosa
Octotrocha speciosa is een raderdiertjessoort uit de familie Flosculariidae. De wetenschappelijke naam van deze soort is voor het eerst geldig gepubliceerd in 1893 door Thorpe.